# Johnny s'en va-t-en guerre (film)
Pour les articles homonymes, voir Johnny.
Ne doit pas être confondu avec Le facteur s'en va-t-en guerre (roman).
Pour plus de détails, voir Fiche technique et Distribution.
Johnny s'en va-t-en guerre (Johnny Got His Gun) est un film américain réalisé par Dalton Trumbo, sorti en 1971.
Il s'agit d'une adaptation cinématographique du roman de même nom de Dalton Trumbo, publié en 1939.
Il est présenté en compétition officielle au Festival de Cannes 1971, où il obtient le grand prix spécial du Jury.

## Synopsis
Joe Bonham (Timothy Bottoms) est un jeune Américain plein d'enthousiasme. Il décide de s'engager pour aller combattre sur le front pendant la Première Guerre mondiale. Au cours d'une mission de reconnaissance, il est grièvement blessé par un obus et perd la parole, la vue, l'ouïe et l'odorat. On lui ampute ensuite les quatre membres alors qu'on croit qu'il n'est plus conscient. Allongé sur son lit d'hôpital, il se remémore son passé et essaie de deviner le monde qui l'entoure à l'aide de la seule possibilité qui lui reste : la sensibilité de sa peau. Une infirmière particulièrement dévouée l'aide à retrouver un lien avec le monde extérieur. Lorsque le personnel médical comprend que son âme et son être sont intacts sous ce corps en apparence inerte, ils doivent prendre une décision médicale selon les valeurs et les croyances de l'époque.

## Fiche technique
Sauf indication contraire, les informations mentionnées dans cette section peuvent être confirmées par la base de données cinématographiques IMDb,  présente dans la section « Liens externes ».
- Titre français : Johnny s'en va-t-en guerre
- Titre original : Johnny Got His Gun
- Réalisation : Dalton Trumbo
- Scénario : Dalton Trumbo avec la participation non créditée de Luis Buñuel, d'après le roman Johnny s'en va-t-en guerre de Dalton Trumbo
- Production : Bruce Campbell, Tony Monaco et Christopher Trumbo
- Musique : Jerry Fielding
- Photographie : Jules Brenner
- Montage : Millie Moore
- Décors : Harold Michelson
- Costumes : Theadora Van Runkle
- Société de production : World Entertainment
- Distribution : Cinemation Industries (États-Unis),
- Pays d'origine : États-Unis
- Format : noir et blanc et couleurs - 1,66:1 - son mono - 35 mm
- Genre : drame, guerre
- Durée : 111 minutes
- Dates de sortie[1] : 
  - France : 14 mai 1971 (festival de Cannes)
  - États-Unis : 4 août 1971 (sortie limitée à New York)
  - France : 1er mars 1972
  - France : 21 février 2001 (ressortie)
- Film interdit aux moins de 12 ans lors de sa sortie en France

## Distribution
- Timothy Bottoms : Joe Bonham
- Kathy Fields : Karin, la petite amie de Joe
- Marsha Hunt : la mère de Joe
- Jason Robards : le père de Joe
- Donald Sutherland : Jésus-Christ
- Diane Varsi : la 4e infirmière
- Eduard Franz : colonel (puis général) Tillery
- Donald Barry : Jody Simmons
- Peter Brocco : le vieux prélat
- David Soul : un soldat (avec les lunettes, pendant la partie de cartes, au début du film)

## Production
Dalton Trumbo adapte ici lui-même son roman antimilitariste Johnny s'en va-t-en guerre publié en 1939. L'auteur pensait initialement confier la réalisation du film à son ami cinéaste Luis Buñuel et avait également demandé à Salvador Dalí d'adapter son œuvre. Mais les deux hommes refusent car ils estiment que l’œuvre appartient à Dalton Trumbo et que seul lui peut la transposer à l'écran. Luis Buñuel participe cependant de manière non officielle au script, notamment pour les scènes avec le Christ. Le film marque ainsi les débuts de Trumbo comme réalisateur, lui qui avait été ostracisé parmi les « Dix d'Hollywood ».
Dalton Trumbo a proposé le rôle du père de Joe à Walter Matthau, qui l'a refusé. Le rôle revient finalement à Jason Robards.
Le tournage a eu lieu en Californie, notamment à El Mirage Lake, au lac Tahoe, dans les Producers Studios à Hollywood, à Los Angeles (Chatsworth, Highland Park, etc.) ou encore à Culver City.

## Accueil
Alors que les États-Unis étaient en pleine guerre du Viêt Nam, la sortie du film et sa reconnaissance au festival de Cannes 1971 eurent une résonance avec l'actualité. Les divers mouvements pacifistes et antimilitaristes des années 1970 firent de Johnny s'en va-t-en guerre une œuvre majeure dans laquelle il convient de voir l'un des plus violents réquisitoires contre l'absurdité de toutes les guerres.

## Distinctions

### Récompenses
- Festival de Cannes 1971 : grand prix spécial du Jury et Prix FIPRESCI (prix de la Critique internationale)[5]
- Kinema Junpō Awards 1974 : prix des lecteurs du meilleur film en langue étrangère

### Nominations
- Golden Globes 1972 : révélation masculine de l'année pour Timothy Bottoms
- Writers Guild of America Awards 1972 : meilleur drame adapté d'un autre média

## Commentaires

### Couleurs et noir et blanc
Dalton Trumbo alterne le noir et blanc pour la réalité (l'hôpital et les tranchées), et la couleur pour le rêve (les souvenirs de Joe et ses rêves).

### Titre
Le titre original Johnny Got His Gun est vraisemblablement conçu comme une réponse à la chanson propagandiste Over there, de Henry Burr and the Peerless Quartet, diffusée en 1917 dans le but d'encourager l'engagement des citoyens américains lors du premier conflit mondial. Les premières paroles en sont « Johnny get your gun, get your gun, get your gun ».

### Le roman à l'origine du film
Le livre fut publié pour la première fois le 3 septembre 1939, soit deux jours après le début de la Seconde Guerre mondiale, et devint célèbre par son caractère ouvertement antimilitariste. Il montrait la violence et l'absurdité de la guerre dans un contexte où l'Amérique rechignait fortement à s'impliquer dans le conflit. Après l'épuisement des exemplaires en librairie, sa réédition ne survint qu'à la fin de la Seconde Guerre mondiale, en 1945.